# Ereignisse (Kurzprosa)
Ereignisse ist ein Erzählband von Thomas Bernhard. Er erschien erstmals 1969 im Verlag Literarisches Colloquium Berlin. Enthalten sind 31 kurze Erzählungen, die in ihrer Knappheit gelegentlich an Parabeln erinnern.

## Inhalt
Die 31 Kurzgeschichten nehmen jeweils weniger als eine Buchseite ein. Eingeleitet werden sie durchgehend mit der Benennung des oder der Protagonisten in Versalien nach dem Muster „ZWEI JUNGE LEUTE“, „DER GELDBRIEFTRÄGER“, „EINE MASCHINE“, gefolgt von der kurzen Erzählung. Die einzige Ausnahme beginnt mit „IM HERRSCHAFTSSITZ“, jene „bezeichnet die Protagonisten implizit“. Die Geschichten entstanden bereits 1959, möglicherweise bereits früher. Veröffentlicht wurde eine Auswahl der damals verfassten Kurzerzählungen nach intensiven Nachbearbeitungen. Häufige Themen sind Gewalt, Tod und Scheitern. Rohrbacher sieht als mögliches Leitmotiv die Frage, „wie die einzelnen Protagonisten mit der ungeheuren Last der Geschichte umgehen, im Zusammenprall mit ihr reagieren bzw. welche Art der psychischen Gesundheit sie darüber bewahren können.“ Vorweggenommen wird das Scheitern der meisten späteren Protagonisten Bernhards in Bezug auf die Ereignisse, ihre Umwelt oder ihre Ziele: „Das Bild der verstörenden, weil vom Menschen verstörten Natur verweigert sich jeglicher Möglichkeit von Erkenntnis und einer positiven Natur des Intellekts. Trost steht für die Figuren von Ereignisse außerhalb jeder Vorstellung.“
Stilistisch auffällig sind die kurzen, klaren Sätze, die im Gegensatz zu den langen, teils extrem verschachtelten Monologen seiner Protagonisten in den Romanen stehen. 

## Neuauflage
Bernhards Verleger Siegfried Unseld gibt an, dass Bernhard 1977 die Ereignisse „dringlich“ im Insel Verlag publiziert sehen wolle. 1979 schlug Unseld vor, sie im Sammelband Erzählungen zu veröffentlichen. 1982 berichtete Bernhard, dass die Rechte aufgrund fehlender Neuauflagen im Colloquium Verlag an ihn zurückgefallen seien. Die Neuauflage erschien schließlich 1994 nach Bernhards Tod im Suhrkamp Verlag.

## Ausgaben
- Thomas Bernhard: Ereignisse. Verlag Literarisches Colloquium, Berlin 1969
- Thomas Bernhard: Ereignisse. Suhrkamp, Frankfurt am Main 1994, ISBN 978-3-518-38809-9